# Eddie the Head
 (avril 2025).
Pour les articles homonymes, voir Eddie.

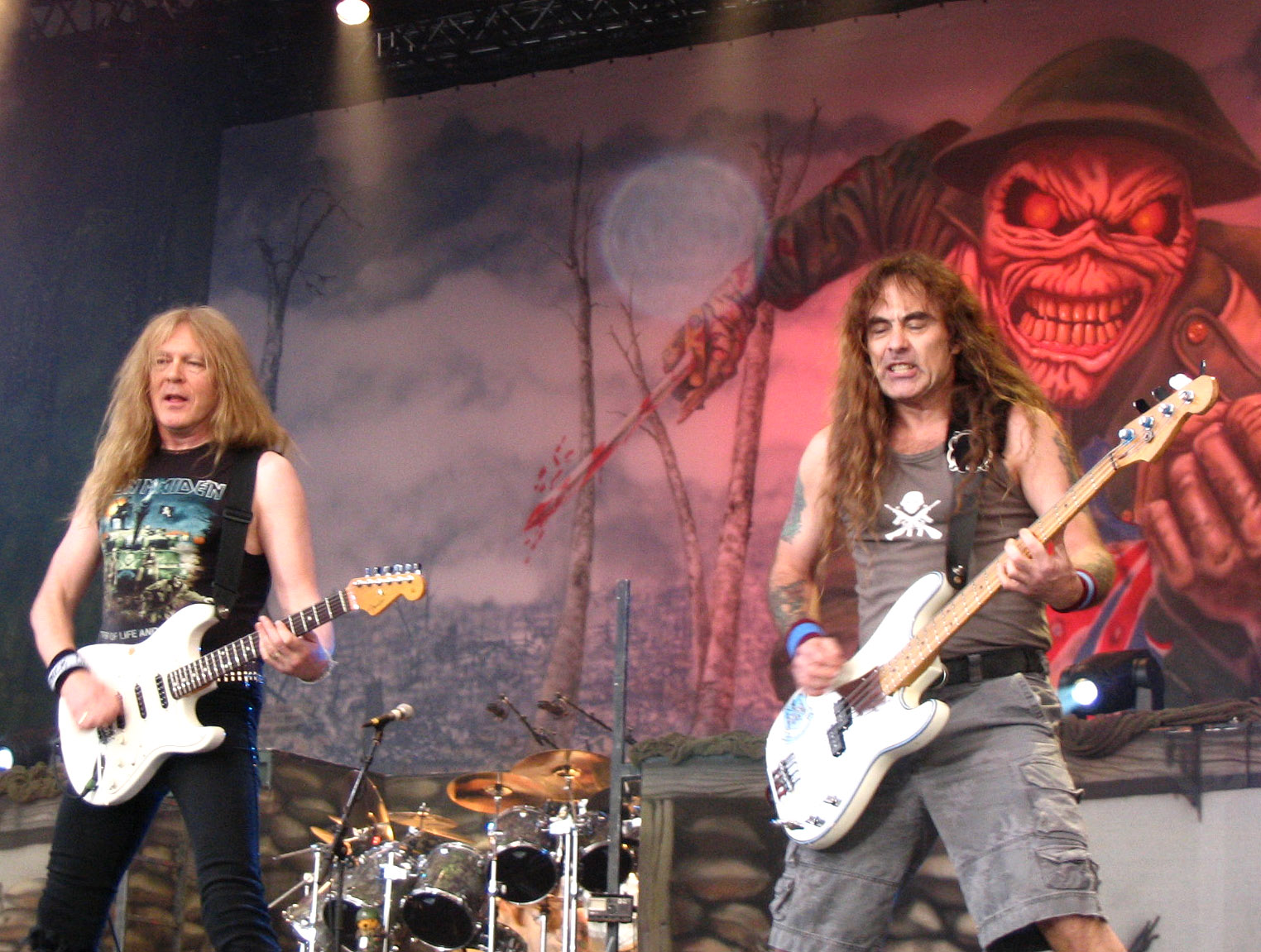
« Eddie the Head » derrière Janick Gers (à gauche) et Steve Harris (à droite).

Eddie the Head ou Eddie the 'Ead ou  Edward the Head ou plus souvent Eddie est la mascotte du groupe britannique de heavy metal Iron Maiden depuis 1980. Personnage macabre devenu récurrent du groupe de heavy metal, Eddie est né du mélange de plusieurs éléments : un masque en papier mâché qui servait d'élément de décors de concert, une plaisanterie sur l'accent londonien, une création graphique de Derek Riggs pour les albums du groupe et une légende urbaine.
Il est aujourd'hui un élément à part entière de l'identité de Iron Maiden et est décliné sur un grand nombre de produits dérivés.

## Historique

### Masque en papier
Au début de l'histoire du groupe, les concerts n'ont pour élément de décors qu'un masque de papier mâché, moulé d'après le visage de Dave Lights, le roadie chargé des effets spéciaux pendant les concerts. Surplombant la scène, le masque crache du sang - grâce à l'adjonction d'une pompe d'aquarium - pendant le morceau Iron Maiden. Puis il prend une place et un rôle de plus en plus important dans la scénographie en devenant gigantesque et en crachant de la fumée rouge, avec des flashs dans les yeux.

### Origine du nom «Eddie the 'Ead»
En 1980, le patron du label EMI, producteur de Iron Maiden, est convaincu qu'Eddie est un nom porteur pour cette tête et mascotte naissante et convainc le comanager du groupe, Rod Smallwood de l'adopter. Le nom est inspiré par la prononciation du mot head - «tête» - avec l'accent londonien d'East-End (ne prononçant pas certains « h »), et fait aussi référence à une légende urbaine typique de l'humour noir anglais, qui circulait dans le quartier d'East-End, à Londres : Eddie était un enfant né sans corps, juste avec une tête, à qui son père offrait un chapeau à tous ses anniversaires.

### Visuel de Riggs sur le SingleSanctuary
Le personnage du zombie, non encore nommé, apparaît pour la première fois sur la pochette du single Sanctuary en 1980, un couteau sanguinolent à la main au-dessus du corps gisant de la première ministre britannique Margaret Thatcher.  
Il s'agit de l’œuvre de l'illustrateur anglais Derek Riggs, contacté par le management du groupe en 1980 pour illustrer Sanctuary avec une identité visuelle forte. Selon Riggs l'illustration retenu pour Sanctuary est à l'origine "une idée pour un album punk" et Eddie est inspiré "d'une photo d'une tête de mort sur un tank vietnamien". À cette époque, Iron Maiden demande à Riggs qu'Eddie soit hirsute alors que par la suite on le voit la plupart du temps crâne trépané. Le personnage revient sur le visuel du single suivant, Women in Uniform, mais cette fois-ci Thatcher l'attend mitraillette à la main pour se venger à un coin de rue, alors qu'il est en compagnie de deux groupies.
Par la suite Eddie devient présent sur la plupart des pochettes du disque du groupe, la plupart du temps créées par Derek Riggs, ainsi que dans leurs concerts puis sur les produits dérivés du groupe. Le personnage a été revisité par un grand nombre d'artistes visuels, dont Melvyn Grant.

## Artistes ayant réalisé des versions de Eddie
- Derek Riggs
- Melvyn Grant
- Mark Wilkinson (album Senjutsu 2021)